# Lewis E. Parsons
Pour les articles homonymes, voir Parsons.
Lewis Eliphalet Parsons, né le 28 avril 1817 et mort le 8 juin 1895, est un homme politique démocrate américain. Il est gouverneur de l'Alabama en 1865.